# Woodland (Devon)
Woodland is een civil parish in het bestuurlijke gebied Teignbridge, in het Engelse graafschap Devon. In 2001 telde het dorp 134 inwoners.